# Мертенс, Франц Карл
Франц Карл Мертенс (нем. Franz Karl Mertens или нем. Franz Carl Mertens; 3 апреля 1764, Билефельд, Северный Рейн-Вестфалия — 19 июня 1831, Бремен) — немецкий ботаник, коллекционер растений, педагог, директор школы и проповедник. Отец ботаника Карла Генриха Мертенса (1796—1830).      

## Биография
Франц Карл Мертенс родился в городе Билефельд 3 апреля 1764 года. Коллекционировал растений, в частности водоросли. Составитель известного гербария. Мертенс описал множество видов водорослей и проиллюстрировал все водоросли в третьем томе Catalecta botanica (1806). Франц Карл Мертенс умер в городе Бремен 19 июня 1831 года.           

## Научная деятельность
Франц Карл Мертенс специализировался на папоротниковидных, водорослях и на семенных растениях.   

## Научные работы
- Catalecta botanica (1806)[4].